# Buffalo Gals (Beverly Hills 90210)
Buffalo Gals is de tweede aflevering van het zesde seizoen van het tienerdrama Beverly Hills, 90210, die voor het eerst werd uitgezonden op 13 september 1995.

## Verhaal
Kelly is jarig vandaag en Brandon wil haar als eerste feliciteren, als hij bij haar appartement komt met een grote bos bloemen dan wacht hem daar een verrassing. Als hij haar slaapkamer wil binnengaan dan komt Colin naar buiten, Brandon kan met moeite een goedemorgen uit zijn mond krijgen. Teleurgesteld gaat hij naar Steve toe die hem opwacht bij een opslagloods om de spullen voor het huis op te halen. Nu de koop niet doorging mag Brandon daar blijven wonen met Valerie. Als ze klaar zijn met inrichten dan komt Dylan langs en vraagt aan Brandon of hij de informatie van Tony Marchette al heeft. Steve besluit om in het huis bij Brandon in te trekken nu Brandon een slaapkamer overheeft. Later wil Brandon geld pakken uit het huishoudpotje maar komt tot ontdekking dat de pot leeg is en snapt niet waar het is gebleven. Steve oppert de mogelijkheid dat Ray dit gestolen heeft maar Brandon wil hier niet aan. Als de groep zich klaarmaakt voor het verjaardagsfeest van Kelly dan mist Steve een duur horloge, weer oppert hij het idee dat Ray hier meer van weet.
Dylan zoekt Tony Marchette op bij zijn kantoor en wil kijken hoe dicht hij bij hem in de buurt kan komen.
Het verjaardagsfeest van Kelly wordt gehouden in een muziekarena waar Dave Koz optreedt. Ze hebben zitplaatsen voorin bij het podium. Kelly heeft spijt dat ze ja heeft gezegd op de vraag of Valerie en Ginger mochten komen. Colin komt niet waar Kelly boos over is. Wanneer Donna en Ray komen dan reageert vooral Steve defensief op de aanwezigheid van Ray, dit loopt uit op ruzie en Ray besluit te gaan. Valerie rent hem achterna en haalt hem over om terug te keren. Valerie vertelt dan aan de groep dat Ginger de dader is van alle diefstallen en bewijst dit door de spullen uit Gingers handtas te halen. Nu Ginger ontmaskerd is gaat zij terug naar Buffalo, Valerie brengt haar naar het vliegveld en daar blijkt dat het allemaal in scène is gezet. Dit met het doel om van Valerie de held te maken. Als Kelly weer thuis is rust ze uit en dan komt Colin nog langs met haar cadeau.

## Rolverdeling
- Jason Priestley - Brandon Walsh
- Jennie Garth - Kelly Taylor
- Ian Ziering - Steve Sanders
- Luke Perry - Dylan McKay
- Brian Austin Green - David Silver
- Tori Spelling - Donna Martin
- Tiffani Thiessen - Valerie Malone
- Joe E. Tata - Nat Bussichio
- Kathleen Robertson - Clare Arnold
- Jamie Walters - Ray Pruit
- Jason Wiles - Colin Robbins
- Ann Gillespie - Jackie Taylor
- Stanley Kamel - Tony Marchette
- Elisa Donovan - Ginger LaMonica
- Dave Koz - Zichzelf (muzikale gast)